# Hard As Indie
Hard as indie es una película española documental, estrenada en enero de 2018. Relata la historia detrás de El cosmonauta (2013), primera película española financiada íntegramente mediante micromecenazgo. Intenta dar una respuesta a lo que sucedió en ese proyecto y con el dinero recaudado. El largometraje está publicado bajo la licencia Creative Commons, difundido de manera gratuita y en línea. 

## Argumento
Se trata de un ejercicio de metacine sobre las dificultades de llevar a puerto un proyecto ambicioso lo fue El Cosmonauta. El cosmonauta, que contendría un largometraje, un libro y 36 piezas multimedia, que se financiaría a través de crowdfunding o micromecenazgos, y que todo el que quisiera podría ver gratis. Una película que generó polémica en las redes sociales y en el ambiente cinematográfico, tanto en España como en el extranjero.
En 2008 tres amigos veinteañeros, Carola Rodríguez, Bruno Teixidor y Nicolás Alcalá, decidieron embarcarse en un gran proyecto: "El Cosmonauta", una película transmedia que quería crear una alternativa al modelo de producción usado en la industria cinematográfica española.
En el documental, se reúne material rodado durante seis años, testimonios directos de los implicados, extraídos de sus propias grabaciones durante el rodaje, entrevistas e imágenes de la trastienda de la filmación en Letonia.  Además, el documental relata la quiebra de la empresa del trío y productora, Riot Cinema Collective, SL, juicios contra el Estado español, y el fin de la amistad de los creadores.  Contiene, igualmente el larguísimo periodo de montaje (las discusiones profesionales acerca del tono final de la película, más poético y existencial que tecnológico o de aventuras), los problemas derivados del estreno, las malas críticas recibidas, la deuda económica generada con el Estado y la devolución de la mayor parte de las subvenciones recibidas, y el eco, a favor y en contra, que el fenómeno de El cosmonauta tuvo en las redes sociales.